# 안경원
안경원(眼鏡院)은 안경을 관리, 판매, 검사하는 상점이다. 안경원에서는 안경 관리를 해주는 곳이기도 하다.

## 관련 용어
이전에는 대다수의 사람들이 안경원보다는 안경점(眼鏡店), 안경방(眼鏡房)이라고 불렀으나 복잡하고 모호한 내용이 많아지자, 명확한 명칭인 안경원을 정식 용어로 채택되기도 한다.